# Bitwa pod Gisors
Bitwa pod Gisors (zwana bitwą pod Courcelles-lès-Gisors) – starcie zbrojne, które miało miejsce 28 września 1198 r. pomiędzy wojskiem francuskiego króla Filipa II a rycerstwem angielskiego króla Ryszarda Lwie Serce.
Po swoim przedwczesnym powrocie z Trzeciej Krucjaty w roku 1191, król Francji Filip II zaangażował się w walkę z dynastią Plantagenetów, której władza rozciągała się ponad połową terytorium francuskiego. Wykorzystując pojmanie króla angielskiego Ryszarda Lwie Serce przez cesarza Henryka VI, Filip rozpoczął kampanię przeciwko Plantagenetom zajmując wiele zamków i anektując terytoria Ryszarda m.in. sporny rejon Vexin z zamkiem Gisors (1193 r.). Po powrocie z niewoli, w roku 1194 Ryszard kontynuował walkę z Filipem, zawiązując m.in. sojusz z hrabią Baldwinem z Flandrii, który w tym samym czasie toczył spór z Filipem o Artois. W tym samym roku Ryszard skutecznie odparł atak wojsk francuskiech na Vendômois koło Fréteval (Loir-et-Cher), po czym wyruszył do Normandii, gdzie odbił kilka zamków z rąk Francuzów. Na wieść o zdobyciu przez Anglików zamków w Courcelles oraz Burris Filip podjął decyzję o zaatakowaniu przeciwnika w Vexin. Oczekująca nadciągających Francuzów armia Ryszarda zajęła stanowiska na płaskim terenie pomiędzy Courcelles i Gisors.
Przebieg bitwy znany jest z przekazu angielskiego kronikarza Rogera z Hovden, który swoje informacje zaczerpnął z listu króla Ryszarda adresowanego do biskupa Durham. Pomimo przewagi liczebnej Francuzów, armii angielskiej udało się w końcu pobić przeciwnika. Ryszard własnoręcznie przy pomocy lancy zrzucił z siodeł kilku rycerzy Filipa. Sam król francuski na czele resztek armii zbiegł z pola walki do Gisors. W trakcie przekraczania rzeki Epte, pod ciężarem ciężkozbrojnych rycerzy zawalił się drewniany most a Filip cudem uniknął utonięcia. Król francuski miał stracić w bitwie jedną trzecią swoich rycerzy, z których większość dostała się do niewoli angielskiej.
Klęska Filipa zadecydowała o zmianie jego polityki wobec Ryszarda. W zawartym za pośrednictwem arcybiskupa Canerbury układzie pokojowym, Filip musiał uznać zdobycze terytorialne Ryszarda, zachowując przy sobie jedynie Gisors. Wkrótce po rychłej śmierci Ryszarda, Filip powrócił do wrogiej polityki skierowanej przeciwko Plantagenetom.